# Século XL a.C.
Durante o século XL a.C., a região do Mediterrâneo Oriental encontrava-se no período Calcolítico (Idade do Cobre), de transição entre a Idade da Pedra e a Idade do Bronze. O noroeste da Europa estava no Neolítico. A China foi dominada pela cultura Neolítica Yangshao. As Américas estavam em uma fase de transição entre o estágio Paleoameríndios (Lítico) para o estágio Meso-Indiano (Arcaico). Este século começou em 4000 a.C. e terminou em 3901 a.C.

## Eventos

### Ásia
- c. 4000 a.C.:
  - Início da Cultura Liangzhu, na China.
  - Mais de 100 habitações rodeavam um centro comunitário; um cemitério e um crematório são construídos em Jiangzhai, próximos a Xi'an, na China.
- Inicia-se o Período Jomon nas ilhas do Japão.
- A primeira civilização coreana foi fundada em torno dessa época. De acordo com o que se conta, o seu fundador é o filho de um deus e de uma ursa que virou humana.

### Egito
- Na Pré-História do Egito, surge a Cultura El Omari.
- Início da Cultura de Nacada, no Egito.

### Europa
- Cultura de Cucuteni.
- Na Estepe pôntica, a Cultura Sredny Stog floresce, de acordo com a Hipótese Kurgan, associada aos Protoindo-europeus.

### Oriente Médio
- Na Mesopotâmia, começa o Período Uruk.
- Susa é um centro de produção de cerâmica.
- As civilizações se desenvolveram no Mesopotâmia/Crescente Fértil (Atualmente, a região onde se encontram os países do Egito, Iraque, Israel, Síria, Turquia, Irã e Jordânia).

## Inovações
- Cavalos são domesticados.
- Inicia-se a utilização do arado.
- Colonizadores do período neolítico começam a assentar suas comunidades em locais mais bem protegidos, próximos a rios, platôs ou em pântanos. Para proteção extra, eles frequentemente cercavam-nas com paredes de madeira, represas e canais.
- Beda (673 d.C-735 d.C) começa sua história do mundo em 3952 a.C. No entanto de acordo com o conhecimento científico atual se sabe que o Universo surgiu a 14 bilhões de anos, e o Planeta Terra a 4,5 bilhões de anos.